# 盧建中
盧建中，(1966年生)，中華民國空軍中將，空軍官校正69期1988年班（民國77年班）畢業，現任國防部總督察長（中將）（114/7/1）。曾任空軍作戰指揮部中將指揮官、參謀本部通信電子資訊參謀次長、空軍司令部少將副參謀長、空軍司令部戰訓處少將處長、一聯隊少將聯隊長、參謀本部作計室戰情中心少將主任、空軍作戰指揮部中將指揮官等職。2016年1月1日晉任少將，2022年1月1日晉任中將。

## 備註
1. ↑  同期畢業將領有空軍副司冷王德揚114/4/1升、空軍防空部指揮官劉孝堂中將
、前空軍督察長柳惠千少將（已退）（現外交部駐英公使）、陳啟清少將（已退）等[1]